# Anas chlorotis
L'alzavola bruna (Anas chlorotis Gray, 1845), detta anche alzavola della Nuova Zelanda, è un uccello della famiglia degli Anatidi. Il nome con cui viene indicata dai māori è pāteke.

## Biologia
L'alzavola bruna è di abitudini soprattutto notturne, cosa rara per le specie di Anatini. Sembra che tale adattamento sia la risposta evolutiva al fatto che quasi tutti i predatori della Nuova Zelanda, prima dell'arrivo dell'uomo e dei mammiferi carnivori da esso importati, erano uccelli diurni, come l'aquila di Haast o gli skua.

### Alimentazione
Si nutre tenendo immersa solo metà del corpo, come tutti i suoi parenti. La sua dieta consiste soprattutto di invertebrati acquatici, come insetti e loro larve o crostacei. Sembra che si cibi anche di molluschi. Le specie più piccole, come il pipi (Paphies australis) e le telline (Macomona liliana), vengono ingerite intere e frantumate nel ventriglio. Per cibarsi di cardii di maggiori dimensioni, come l'Austrovenus stutchburyi (cardio della Nuova Zelanda), almeno alcune alzavole della Nuova Zelanda hanno sviluppato una tecnica peculiare, mai documentata in altri uccelli: forzano la conchiglia con il becco e strappano via la carne con un movimento simile a quello di un martello pneumatico. Di notte le alzavole brune si nutrono sulla terraferma spingendosi anche a notevole distanza dai torrenti utilizzati come rifugio durante il giorno (Worthy 2002).

## Sistematica
Un tempo era ritenuta conspecifica di altre due anatre attere, l'alzavola delle Auckland e quella dell'Isola di Campbell, con il nome di Anas aucklandica; allora si denominava l'intero taxon «alzavola bruna». In seguito, però, A. aucklandica e A. nesiotis sono state elevate al rango di specie a parte. Nonostante tutto, il termine alzavola bruna viene utilizzato ancora più comunemente di alzavola della Nuova Zelanda.

## Conservazione

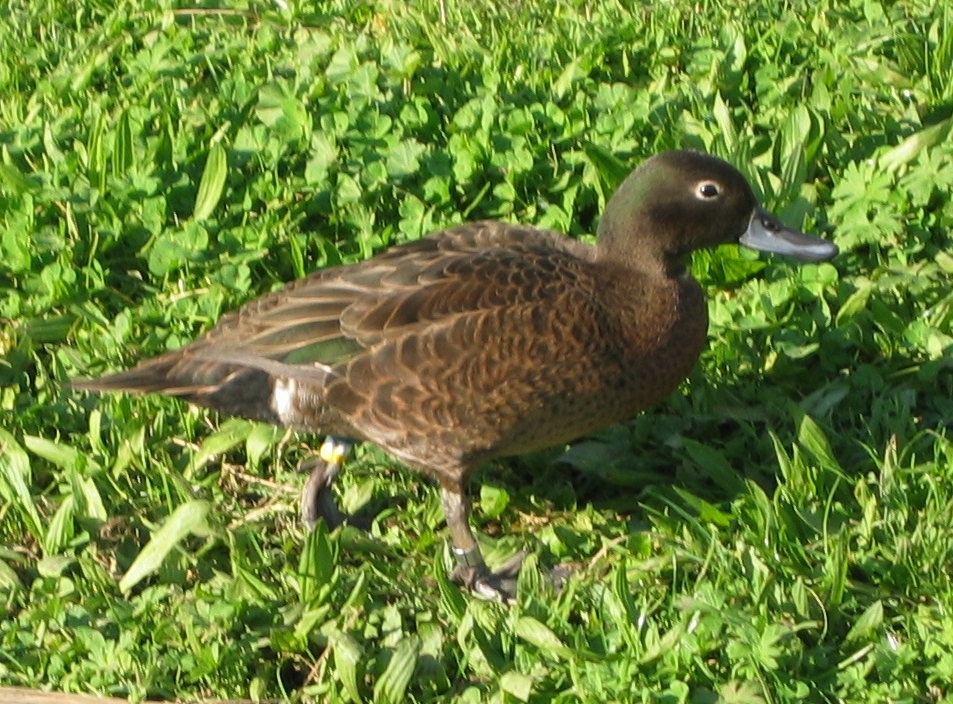

Questa specie è minacciata e si trova solamente su alcune isole al largo della costa. In passato, era ampiamente diffusa in tutta la Nuova Zelanda, ma è scomparsa dalle due isole principali in seguito all'introduzione di predatori come gatti, cani e ratti, che poterono catturare con facilità quest'anatra dal volo piuttosto sgraziato.
Secondo la categorizzazione della IUCN come VU D1, rimangono solo meno di 1000 esemplari adulti. Recentemente è stata inserita tra le specie minacciate da Birdlife International (Birdlife 2007), cambiamento effettuato anche dalla nuova lista rossa della IUCN.